# Staraja Ladoga
Staraja Ladoga (russisch Старая Ладога; bis 1703 Ladoga, finnisch Laatokanlinna) ist ein Dorf in der Oblast Leningrad in Russland. 
Im 8. Jahrhundert befand sich hier die älteste und größte Siedlung skandinavischer Waräger in Osteuropa.
Bis 1703 besaß Ladoga Stadtrechte.

## Geographie
Staraja Ladoga liegt etwa 15 Kilometer südlich der Mündung des Wolchow in den Ladogasee.
Es gehört zum Rajon Wolchowski, liegt knapp 10 km nördlich von dessen Zentrum Wolchow und ist Sitz der Landgemeinde (selskoje posselenije) Staroladoschskoje, zu der noch 16 weitere Dörfer gehören. Die Gesamteinwohnerzahl der Gemeinde beträgt 2573 (Stand 1. Januar 2024).

## Geschichte
Um 750 wurde in Ladoga eine Siedlung errichtet, die nach dem Ladogasee oder dem kleinen linken Wolchow-Nebenfluss Ladoga (heute Ladoschka oder Jelena) benannt wurde, deren Namen vermutlich auf das altfinnische *aaldokas – „wellig“ – zurückgehen. Das älteste ermittelte dendrologische Datum ist 753. Bauweise der Anlage und Funde weisen auf skandinavische Siedler hin. 
Das Gelände war bis zu 12 Hektar groß und damit die größte bekannte skandinavische Siedlung in Osteuropa, vergleichbar den Siedlungen in Birka und Haithabu. Es gab Werkstätten, unter anderem zur Herstellung von Glas und Perlen nach arabischem Vorbild. Die älteste in Europa gefundene arabische Münze von 786 wurde hier gefunden.
862 soll der Waräger Rjurik hier seine Herrschaft über die Rus begonnen haben.
Das Zentrum von Staraja Ladoga bildet eine alte Befestigung an der Stelle, wo die Jelena in den Wolchow mündet. Insofern war der Ort an einem strategisch wichtigen Punkt gelegen, da sich dort der einzige Hafen für Schiffe befand, die den Wolchow nicht befahren konnten.
Zar Peter der Große gründete 1703 bei der Mündung des Wolchow in den Ladogasee Nowaja Ladoga („Neu-Ladoga“) und benannte das alte Ladoga (ursprünglich Aldogaborg) in Staraja Ladoga („Alt-Ladoga“) um.
Im Jahre 2003 wurde das 1250-jährige Gründungsjubiläum unter anderem durch Wladimir Putin in der über Jahrhunderte vergessenen alten russischen Metropole begangen.

## Galerie

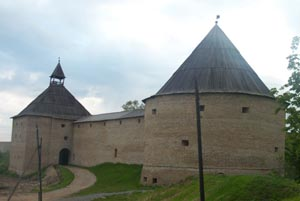
Alte Festung in Staraja Ladoga
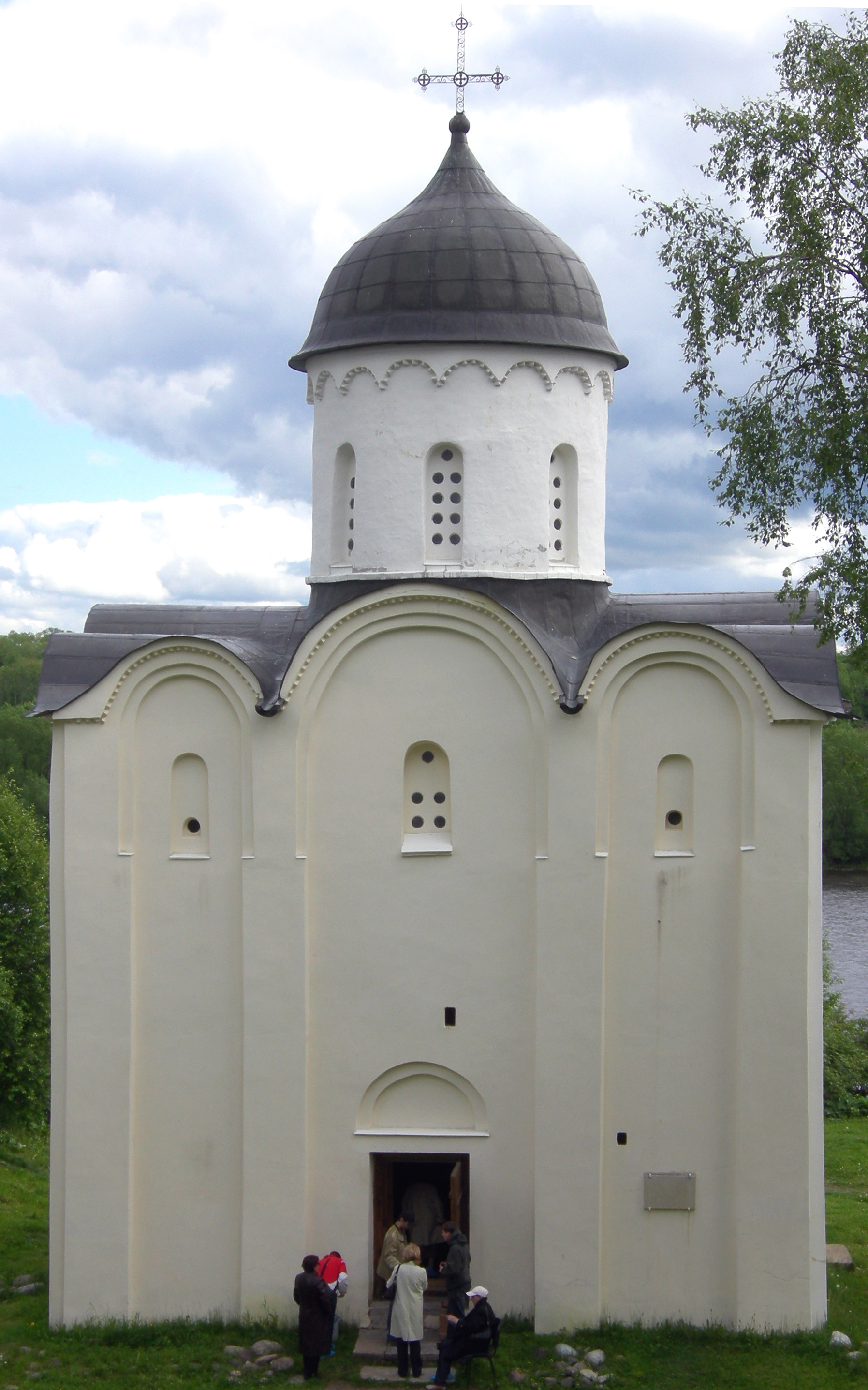
Georgskirche